# Raïon de Voznessenskoïe
Le raïon de Voznessenskoïe (en russe : Вознесенский район) est une entité territoriale (district, ou raïon) de Russie, dépendant administrativement de l'oblast de Nijni Novgorod.
Son chef-lieu administratif est la ville de Voznessenskoïe.

## Géographie
Lw raïon de Voznessenskoïe est situé dans la partie sud-ouest de la région de Nijni Novgorod. Le centre du district est le village ouvrier de Voznessenskoïe, situé à 220 km du centre régional, la ville de Nijni Novgorod. Il n'y a pas de chemin de fer à large voie, de gare ou de rivière navigable dans la région. Les points de chargement et de déchargement sont les gares de la ville d'Arzamas - 110 km, Pedhelan - 138 km, Chatki - 150 km, Mukhtolovo - 110 km. La zone est reliée au centre régional par une autoroute.
La superficie du raïon est de 1302,92 km².

## Histoire
Jusqu'en 1923, le territoire du raïon faisait partie de l’ouïezd de Temnikov du Gouvernement de Tambov. Le raïon a été créé le 10 juin 1929 en unissant les villages du volost de Voznessenskoïe de l’ouïezd de Vyksa et d'une partie des villages du volost de Diveïevo de l’ouïezd d'Arzamas. La population du nouveau raïon était d'environ 40 000 habitants. Du 10 juin 1929 au 23 juillet 1930, la zone faisait partie de l’okrug de Mourom. En 74 ans, la composition des villages et le nombre de conseils villageois de la région ont changé.
En avril 1963, le raïon fut supprimé et les villages furent transférés aux raïons Ardatov et de Vyks	a. Cela a eu un impact négatif sur l'économie de la région. Ainsi, en janvier 1965, le raïon fut rétabli dans sa composition antérieure. Depuis 1991, le district est gouverné par l'administration du raïon de Voznessenskoïe.

## Démographie
Le raïon de Voskressenskoïe avait une population de P 16 661 habitants en 2021.
| 1920   | 1939   | 1959   | 1970   | 1979   | 1989   | 2002   |
| ------ | ------ | ------ | ------ | ------ | ------ | ------ |
| 14 851 | 38 336 | 36 381 | 31 729 | 24 480 | 22 530 | 19 790 |

| 2003   | 2006   | 2009   | 2010   | 2011   | 2012   | 2013   |
| ------ | ------ | ------ | ------ | ------ | ------ | ------ |
| 20 400 | 18 273 | 17 991 | 17 352 | 17 270 | 16 849 | 16 569 |

| 2014   | 2015   | 2016   | 2017   | 2018   | 2019   | 2021   |
| ------ | ------ | ------ | ------ | ------ | ------ | ------ |
| 16 276 | 15 928 | 15 726 | 15 566 | 15 292 | 15 072 | 14 890 |

## Administration
En 1923 le'raïon de Voskressenskoïe acompte 60 localités, groupées én 9 unités administratives
| Unité administrative territoriale | Centre administratif | Nombre de villages | Nombre d’ habitants | Superficie (km²). |
| --------------------------------- | -------------------- | ------------------ | ------------------- | ----------------- |
| bourg ouvrier de Voznessenskoïe   | Voznessenskoïe       | 1                  | 6061                | 24.54             |
| Selsoviet de Bakhtyzino           | Bakhtyzino           | 1034               | 95.28               |                   |
| Selsoviet de Blagodatovka         | Blagodatovka         | 9                  | 700                 | 250,72            |
| Selsoviet de Butakovo             | Butakovo             | 8                  | 865                 | 101.27            |
| Selsovet de Krïiousha             | Krïiousha            | 6                  | 1063                | 170,34            |
| Selsoviet de Motyzley             | Motyzley             | 2                  | 661                 | 54,91             |
| Selsoviete de Naryshkino          | Naryshkino           | 13                 | 2415                | 281,82            |
| Selsoviet dq Maïdan Polkhovski    | Maïdan Polkhovski    | 4                  | 1584                | 80.08             |
| Selsovietde Sarma                 | Kourikha             | 10                 | 507                 | 243,96            |